# Rieti
Rieti ist eine italienische Gemeinde und die Hauptstadt der Provinz Rieti in der Region Latium. Sie hat 45.286 Einwohner (Stand 31. Dezember 2023).
Die Stadt ist Sitz des römisch-katholischen Bistums Rieti.

## Geographie

Lage von Rieti in der Provinz

Rieti liegt 81 km nordöstlich von Rom, 38 km südöstlich von Terni und 59 km westlich von L’Aquila.
Die Altstadt liegt in einer Biegung des Flusses Velino am Südrand des Hochtals Conca di Rieti. Die Conca di Rieti wird im Norden von den, nach der Stadt benannten, Reatiner Bergen begrenzt, die im Monte Terminillo 2217 m s.l.m. erreichen. Im Süden wird die Conca di Rieti von den Sabiner Bergen abgeschlossen. Das Gemeindegebiet nimmt die Conca di Rieti fast vollständig ein und reicht im Osten und Süden bis in die Bergregionen. Das Gemeindegebiet erstreckt sich über eine Höhe von 370 bis 2105 m s.l.m.
Zur Gemeinde gehören zahlreiche Stadtteile, Weiler und Einzelgehöfte. Die wichtigsten sind die modernen Wohn- und Industriegebiete Madonna del Cuore, Madonna del Passo, Quattro Strade und Vazia im Tal nördlich und östlich der Altstadt. In den Sabiner Bergen liegen die Dörfer Casette, Castel San Benedetto, Cerchiara, Maglianello, Poggio Fidoni, Poggio Perugino, San Giovanni Reatino und Sant’Elia. In den Reatiner Bergen liegen die Dörfer Castelfranco, Lisciano und Lugnano sowie der Wintersportort Pian de’ Valli im Terminillo-Gebiet.
Die Nachbargemeinden sind Belmonte in Sabina, Cantalice, Casperia, Castel Sant’Angelo, Cittaducale, Colli sul Velino, Concerviano, Contigliano, Greccio, Longone Sabino, Micigliano, Monte San Giovanni in Sabina, Montenero Sabino, Poggio Bustone, Rivodutri, Roccantica, Stroncone (TR), Terni (TR) und Torricella in Sabina.
Die Gemeinde liegt in der Erdbebenzone 2 (mittel gefährdet).

## Name und Wappen
Der Name Rieti leitet sich vom antiken Namen Reate der Sabiner für die Stadt her. Die Bedeutung dieses Namens ist unbekannt. Der Legende nach soll er auf Rhea Silvia, Mutter von Romulus und Remus zurückgehen.
Das Adjektiv zu Rieti (reatino) und die Bezeichnung der Bewohner der Stadt (Reatini) leiten sich noch heute vom lateinischen Namen Reate ab.
Das Wappen besteht aus einem geteilten Schild. Oben auf rotem Grund zwei Figuren in Silber. Eine Frauenfigur mit einer Standarte und ein Reiter. Unten auf blauem Grund ein Netz mit drei silbernen Fischen. Die Figuren sollen Rhea Silvia, legendäre Namensgeberin der Stadt, darstellen, die Manius Curius Dentatus, dem römischen Eroberer Rietis die Stadtfahne reicht. Die Fische weisen auf den Fischreichtum der Flüsse im Gebiet von Rieti hin. Die Stadtfarben sind Rot und Blau.

## Geschichte
Das Gebiet von Rieti, das von antiken Autoren einhellig als sehr alte Stadt beschrieben wird, soll zuerst von Aboriginern oder Pelasgern bewohnt gewesen sein. In historisch fassbarer Zeit war die Stadt unter dem antiken Namen Reate ein Hauptort der Sabiner, die laut Cato die dort ursprünglich ansässigen Aboriginer vertrieben hätten. Reate wurde dann 290 v. Chr. von Manius Curius Dentatus für die Römer erobert. Während des Zweiten Punischen Kriegs durchquerte Hannibal 211 v. Chr. das Gebiet von Reate entweder auf seinem Rückzug von Rom oder – so Coelius – auf seinem Marsch gegen diese Stadt. 205 v. Chr. stellte Reate ebenso wie andere sabinische Städte freiwillig Truppen für Scipios Kampf gegen Karthago. 76 v. Chr. erschütterte ein schweres Erdbeben den Ort.
In der Spätzeit der Römischen Republik erwähnte der berühmte Redner Cicero Reate mehrmals als blühende Stadt. Er trat für sie während eines zwischen ihr und dem Nachbarort Interamna ausgetragenen Prozesses ein. Bei diesem ging es um das Anliegen der Einwohner von Reate, dass der Velino und seine Nebenflüsse beschleunigt zur Nera abflossen, was aber den Interramnaten missfiel. Diese gegensätzlichen Interessen hatten bereits früher Anlass zu Konflikten gegeben. Bis in die Ära des Kaisers Augustus war Reate eine Präfektur, in der Vertreter des Stadtprätors Gerichtstage abhielten. In der Kaiserzeit wurde der Ort zu einem nicht genauer bekannten Zeitpunkt zum Municipium gemacht. Kaiser Vespasian, dessen Familie in Reate ansässig war, siedelte hier zahlreiche Veteranen an, womit möglicherweise die Verleihung des Stadtrechts an Reate in Zusammenhang steht. Allerdings erhob Vespasian den Ort nicht in den Rang einer Colonia. Die Bürgerschaft wurde in die Tribus Quirina eingegliedert.
Seit ca. 500 n. Chr. ist Rieti Sitz eines Bischofs. Nach dem Fall des Weströmischen Reichs kam es zunächst unter die Herrschaft der Goten, dann in der zweiten Hälfte des 6. Jahrhunderts unter jene der Langobarden. Es wurde nun Sitz eines Gastaldats und gehörte zum Herzogtum Spoleto. Vom 9. bis zum frühen 12. Jahrhundert unterstand es einem Grafen. Die Sarazenen verwüsteten die Stadt im 9. Jahrhundert. König Roger II. von Sizilien ließ die Stadt 1149 zerstören. Um diese Zeit wurde Rieti eine freie Kommune. 1198 huldigte es Innozenz III., erhielt nun einen eigenen Podestà und verfolgte stets eine papsttreue Politik. 1239 verheerten Soldaten Kaiser Friedrichs II. die Stadt. Nach der Verlegung des Sitzes des Papstes nach Avignon (Avignonesisches Papsttum) stand Rieti unter dem Einfluss des Königs von Neapel, während in der Stadt innere Kämpfe zwischen Ghibellinen und Guelfen ausbrachen. 1354 konnte Kardinal Albornoz Rieti wieder für die katholische Kirche zurückgewinnen. 1378 erhielt Cecco Alfani die Signoria über die Stadt. Seine Familie blieb auch in den nächsten Jahrzehnten bis 1425 in Rieti tonangebend. In den folgenden Jahrhunderten wird es vor allem anlässlich von Grenzkonflikten mit Nachbargemeinden erwähnt.
Nach der vom revolutionären Frankreich erzwungenen Gründung der kurzlebigen Römischen Republik war Rieti von 1798 bis 1799 Bezirkshauptstadt und gehörte zum Dipartimento del Clitunno. Als Napoleon Bonaparte den Kirchenstaat annektierte, kam Rieti 1809 zum (bis 1814 bestehenden) Dipartimento di Roma und wurde 1812 Hauptort eines Arrondissements. Papst Pius VII. konnte nach Napoleons Abdankung wieder in Rom einziehen und machte Rieti 1816 zur Hauptstadt einer gleichnamigen Delegation. Bei Rieti kam es am 7. März 1821 zur Schlacht zwischen einer österreichischen Interventionsarmee unter dem Kommando Johann Maria Frimonts von Palota, Fürst von Antrodoco, und 50.000 Mann neapolitanischer Truppen unter General Guglielmo Pepe während des Aufstandes der Carbonari. Die Schlacht bei Rieti endete mit der Niederlage der neapolitanischen Armee. Im Zuge des Risorgimento zogen italienische Truppen am 23. September 1860 in Rieti ein, das in der Folge an das Königreich Italien fiel. Es war bis 1923 Kreishauptstadt in der Provinz Perugia, gehörte dann vier Jahre lang zur Provinz Rom und wurde schließlich nach der Schaffung der Provinz Rieti 1927 dessen Hauptstadt. Während des Zweiten Weltkriegs erlitt Rieti schwere Zerstörungen und wurde im Juni 1944 von britischen Truppen besetzt.
| Jahr      | 1881   | 1901   | 1921   | 1936   | 1951   | 1971   | 1991   | 2001   | 2011   |
| --------- | ------ | ------ | ------ | ------ | ------ | ------ | ------ | ------ | ------ |
| Einwohner | 19.420 | 21.071 | 22.234 | 27.714 | 33.241 | 39.179 | 43.095 | 43.785 | 47.774 |

Quelle: ISTAT

## Politik

### Bürgermeister und Gemeinderat
Simone Pietrangeli (SEL) wurde bei der Stichwahl am 20./21. Mai 2012 zum Bürgermeister gewählt. Er besiegte Antonio Perelli (PdL) mit 67,2 %. Pietrangelis Mitte-links-Koalition stellte auch mit 20 von 32 Sitzen die Mehrheit im Gemeinderat.
Am 11. Juni 2017 wurde der Gemeinderat neu gewählt. Die Mehrheit des neu gewählten Bürgermeisters Antonio Cicchetti erhielt 50,2 % der Stimmen, die Minderheit um Simone Pietrangeli erreichte 49,8 %.
Bürgermeister von Rieti:
- 1992–1993: Paolo Bigliocchi
- 1994–2002: Antonio Cicchetti (AN)
- 2002–2012: Giuseppe Emili (PdL)

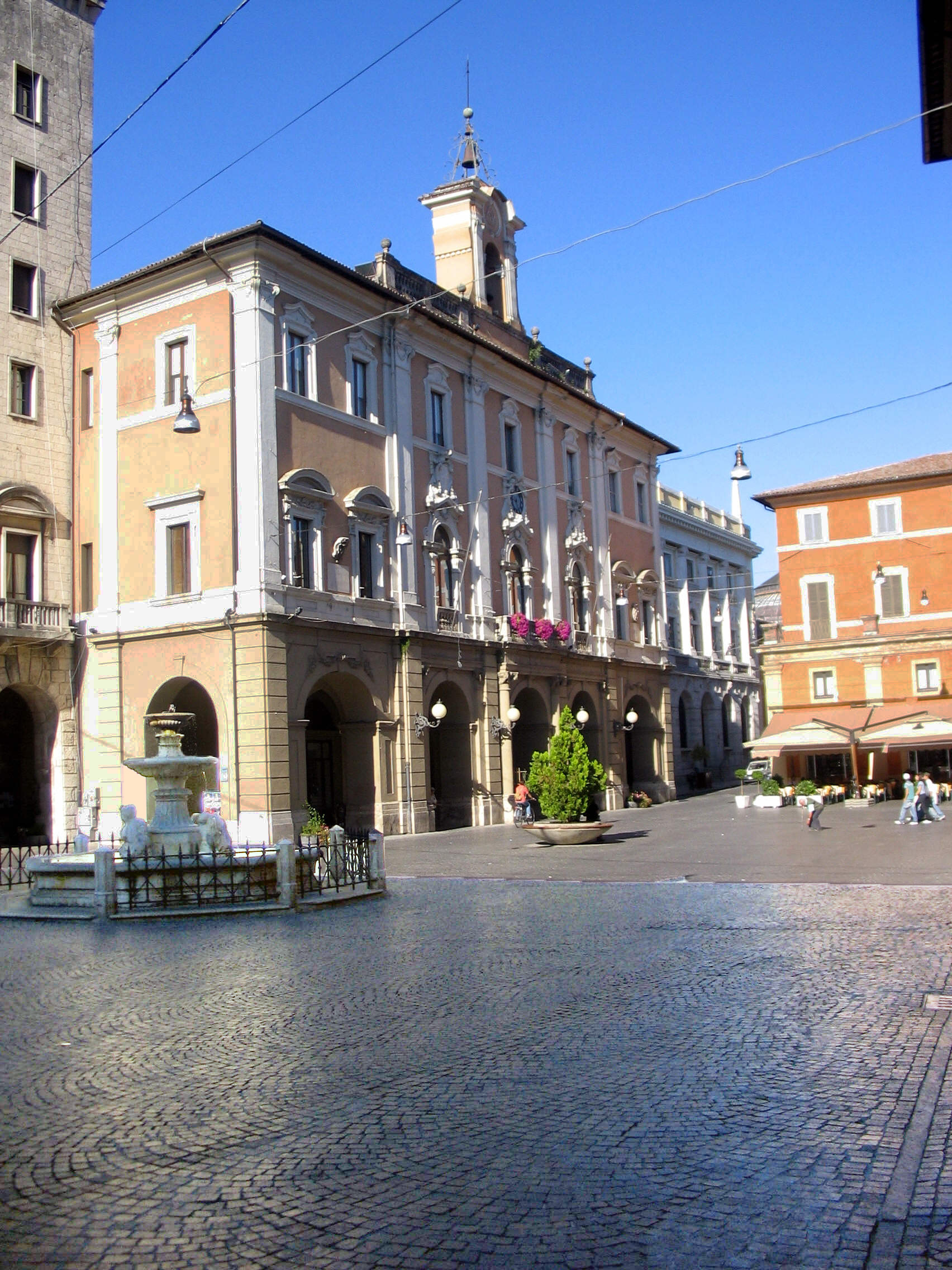
Rathaus

- 2012–2017: Simone Pietrangeli (SEL)
- seit 2017: Antonio Cicchetti (AN)

### Partnerstädte
- Itō in der Präfektur Shizuoka seit 1982
- Saint-Pierre-lès-Elbeuf in der Normandie
- Nordhorn (Landkreis Grafschaft Bentheim) seit 2010[14]

## Sehenswürdigkeiten
Sehenswert sind die romanische Kathedrale von Rieti von 1225, der bis ins Jahr 1283 zurückreichende Bischofspalast und die Stadtbefestigung aus dem 13. Jahrhundert.
Rieti ist das Ziel der fünften Etappe des Pilgerwegs Benediktweg von Norcia über Subiaco nach Montecassino.

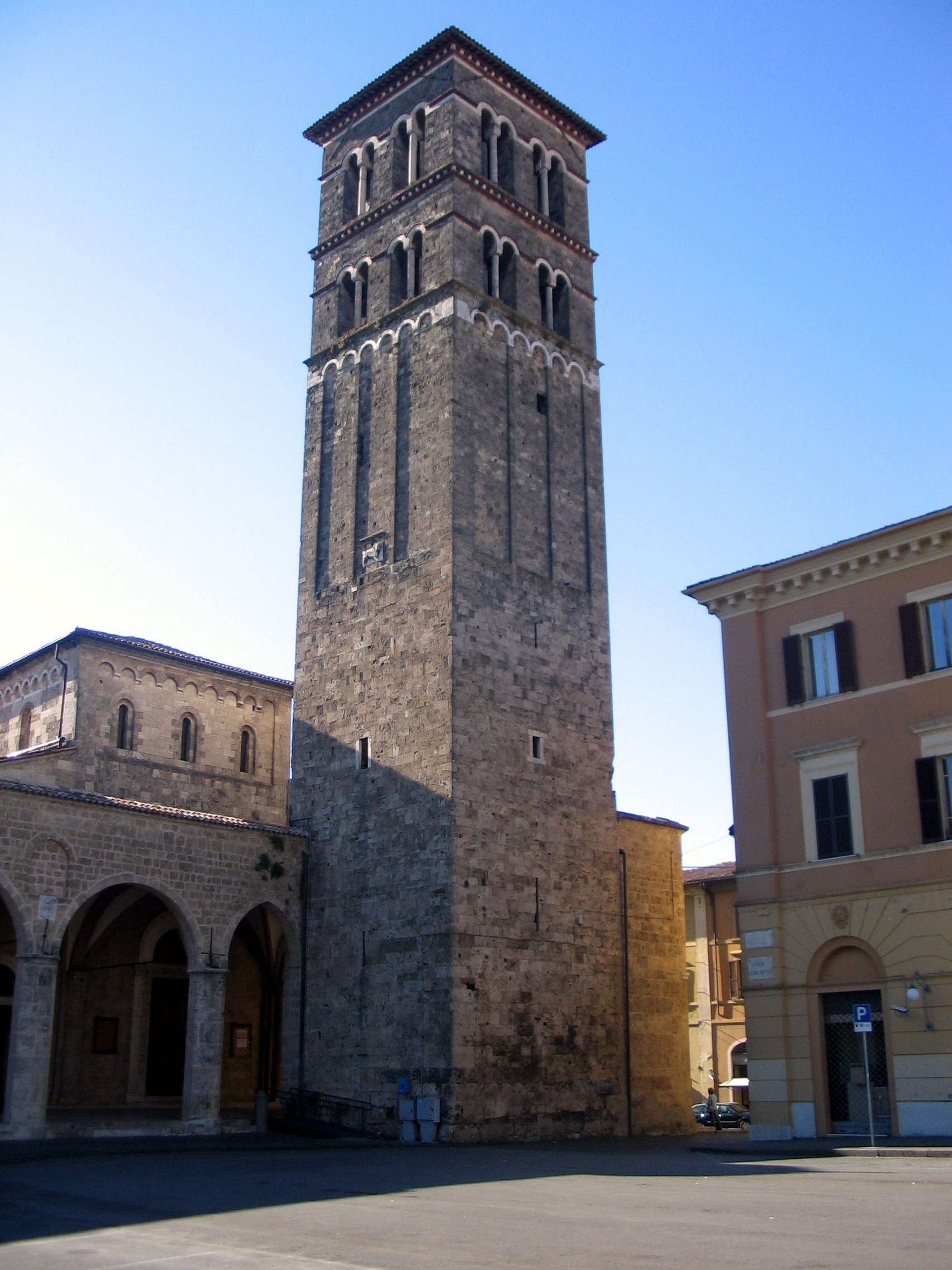
Kathedrale Santa Maria
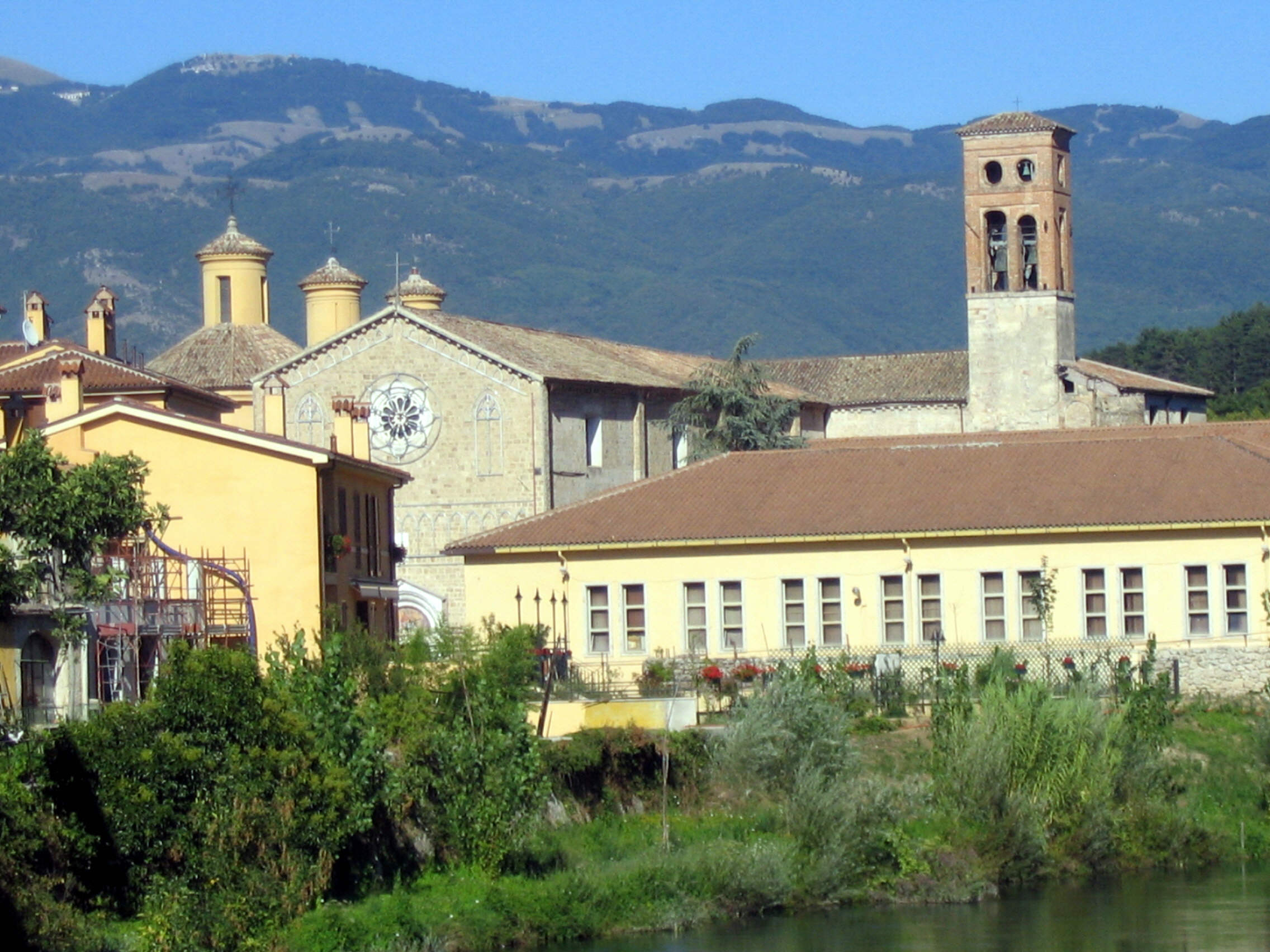
San Francesco
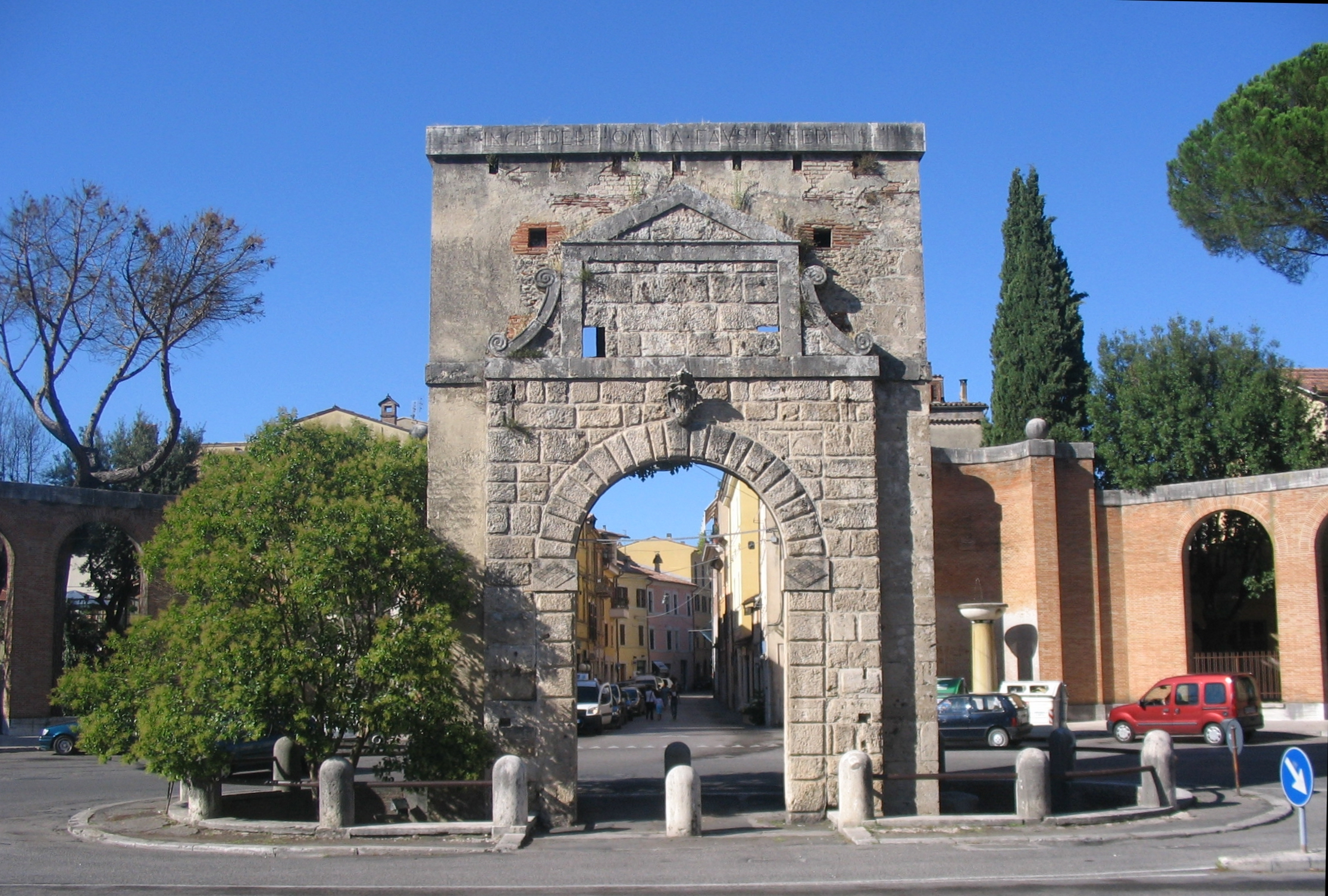
Porta Romana
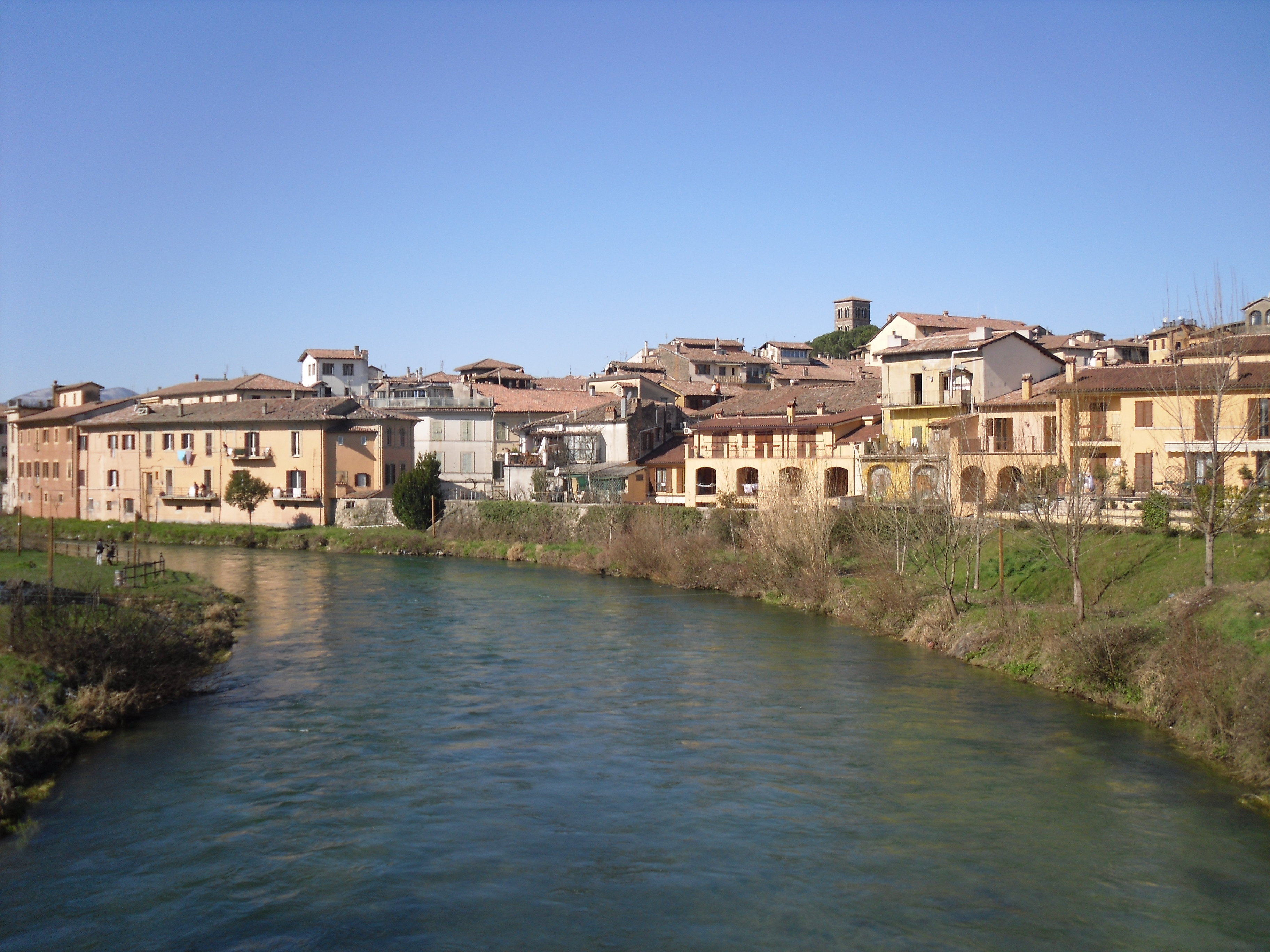
Ufer des Velino

## Wirtschaft
Von Bedeutung ist die Chemiefaser- und Zuckerindustrie.

## Verkehr

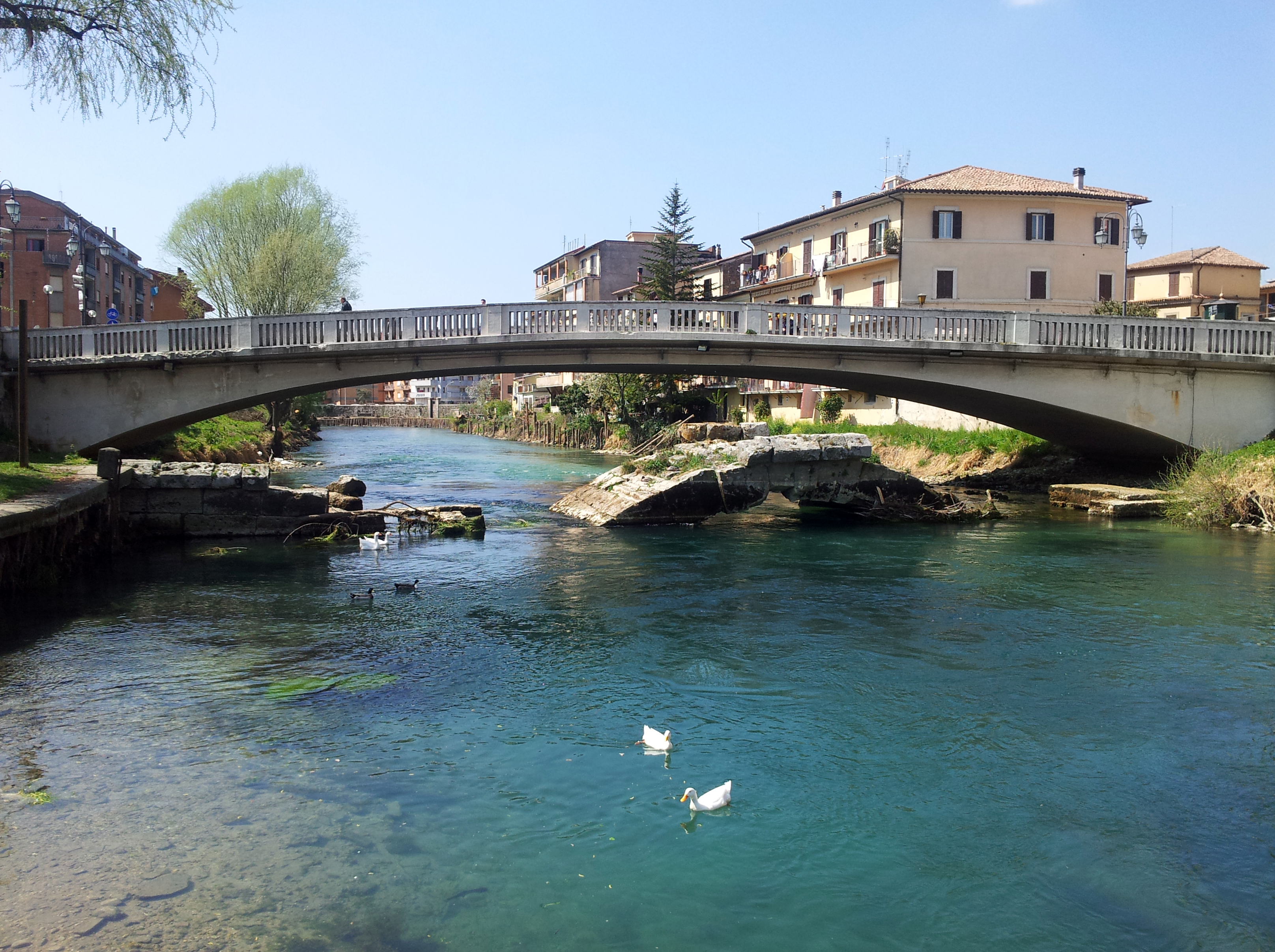
Ponte Romano (mit Ruinen der ehemaligen römischen Brücke), Teil der Via Salaria

- Rieti liegt an der Strada stadale SS 4 Via Salaria, die von Rom nach San Benedetto del Tronto an der Adriaküste führt. Seit der Antike bog die Via Salaria von Süden kommend am Forum, heute Piazza Vittorio Emanuele II, rechtwinklig nach Osten ab. Die Trasse trägt heute die Namen Via Roma und Via Garibaldi. Neben der modernen Brücke über den Velino ist noch die Ruine der römischen Vorgängerin zu sehen. Die moderne Via Salaria führt als Umgehungsstraße mit getrennten Fahrspuren südlich an der Altstadt vorbei.
- In Rieti zweigt von ihr die Strada stadale SS 79 Ternana ab, die nach Terni führt.
- Die Stadt hat einen Bahnhof an der Bahnstrecke Terni–Sulmona.
- Der Flugplatz Rieti ist für Motor- und Segelflugzeuge ausgelegt.

## Sport
In Rieti findet seit 1971 ein Leichtathletik-Grand-Prix-Meeting statt, bei dem am 9. September 2007 der Jamaikaner Asafa Powell in einer Zeit von 9,74 Sekunden einen neuen Weltrekord im 100-Meter-Lauf aufstellte. Seit 2010 gehört das Rieti Meeting zur Serie der IAAF World Challenge.
Der amerikanische Basketballer Joe Bryant spielte von 1984 bis 1986 in Rieti (danach weitere 5 Jahre in Italien); sein Sohn, der spätere NBA-Star Kobe Bryant, besuchte in Rieti die Grundschule und legte damit den Grundstein für seine fließenden Italienischkenntnisse.
Am 29. August 2010 verbesserte der Kenianer David Rudisha mit 1:41,01 min über die 800-Meter-Distanz seinen erst eine Woche zuvor aufgestellten Weltrekord in Rieti um acht Hundertstelsekunden.
Vom 18. bis 21. Juli 2013 fanden im Stadio Raul Guidobaldi in Rieti die Leichtathletik-Europameisterschaften der Junioren statt.

## Persönlichkeiten

### Söhne und Töchter der Stadt
- Marcus Terentius Varro (116–27 v. Chr.), Polyhistor
- Antonio Gherardi (1638–1702), Maler und Architekt
- Ippolito Vicentini (1638–1702), Bischof von Rieti
- Benedetto Cappelletti (1764–1834), Kardinal und Bischof von Rieti
- Nicola Paracciani Clarelli (1799–1872), Kardinal und Erzpriester des Petersdoms
- Nicola Canali (1874–1961), Kardinal der römisch-katholischen Kirche
- Eugenio Garin (1909–2004), Philosoph
- Renzo De Felice (1929–1996), Historiker
- Manfredi Nicoletti (1930–2017), Architekt
- Franco Pistoni (* 1956), Schauspieler und Autor
- Roberto Donati (* 1983), Sprinter

### Personen mit Bezug zur Stadt
- Franz von Assisi (1181/1182–1226) wirkte in Rieti und seinem Tal
- Karl II. von Anjou (1254–1309) wurde 1289 in Rieti zum König von Neapel gekrönt
- Andrew Howe (* 1985), italienischer Leichtathlet, wuchs in Rieti auf